# Scottish Division One 1913-1914
La Scottish Division One 1913-1914 è stata la 24ª edizione della massima serie del campionato scozzese di calcio, disputato tra il 16 agosto 1913 e il 29 aprile 1914 e concluso con la vittoria dei Celtic al loro undicesimo titolo.
Capocannoniere del torneo è stato James Reid (Airdrieonians) con 27 reti.

## Stagione

### Novità
Il numero di partecipanti fu aumentato a 20: oltre alle squadre della precedente stagione furono ammesse l'Ayr Utd, esordiente in Division One, e il Dumbarton, tornato in massima serie dopo diciassette anni.

### Avvenimenti
Il Celtic conquistò il titolo alla quartultima partita vincendo 3-0 contro l'Hibernian e distanziando definitivamente i Rangers, nonostante la vittoria dei Gers sul Third Lanark (2-0).

## Classifica finale
Fonte:
|       | Pos. | Squadra             | Pt | G  | V  | N  | P  | GF | GS |
| ----- | ---- | ------------------- | -- | -- | -- | -- | -- | -- | -- |
|       | 1.   | Celtic              | 65 | 38 | 30 | 5  | 3  | 81 | 14 |
|       | 2.   | Rangers             | 59 | 38 | 27 | 5  | 6  | 79 | 31 |
|       | 3.   | Hearts              | 54 | 38 | 23 | 8  | 7  | 70 | 29 |
|       | 3.   | Morton              | 54 | 38 | 26 | 2  | 10 | 76 | 51 |
|       | 5.   | Falkirk             | 49 | 38 | 22 | 9  | 7  | 69 | 51 |
|       | 6.   | Airdrieonians       | 48 | 38 | 18 | 12 | 8  | 72 | 43 |
|       | 7.   | Dundee              | 43 | 38 | 19 | 5  | 14 | 64 | 53 |
|       | 8.   | Third Lanark        | 36 | 38 | 13 | 10 | 15 | 42 | 51 |
|       | 9.   | Clyde               | 33 | 38 | 11 | 11 | 16 | 44 | 44 |
|       | 9.   | Ayr Utd             | 33 | 38 | 13 | 7  | 18 | 56 | 72 |
|       | 11.  | Raith Rovers        | 32 | 38 | 13 | 6  | 19 | 56 | 57 |
|       | 12.  | Kilmarnock          | 31 | 38 | 11 | 9  | 18 | 48 | 68 |
|       | 13.  | Hibernian           | 30 | 38 | 12 | 6  | 20 | 58 | 75 |
|       | 13.  | Aberdeen            | 30 | 38 | 10 | 10 | 18 | 38 | 55 |
|       | 15.  | Partick Thistle     | 29 | 38 | 10 | 9  | 19 | 37 | 51 |
|       | 15.  | Queen's Park        | 29 | 38 | 10 | 9  | 19 | 52 | 84 |
|       | 17.  | Hamilton Academical | 28 | 38 | 11 | 6  | 21 | 49 | 66 |
|       | 17.  | Motherwell          | 28 | 38 | 11 | 6  | 21 | 46 | 65 |
| [ 3 ] | 19.  | Dumbarton           | 27 | 38 | 10 | 7  | 21 | 45 | 87 |
| [ 3 ] | 20.  | St. Mirren          | 22 | 38 | 8  | 6  | 24 | 38 | 73 |

Legenda:
      Campione di Scozia.
Regolamento:
Due punti a vittoria, uno a pareggio, zero a sconfitta.
Vigeva il pari merito. In caso di arrivo a pari punti per l'assegnazione del titolo o per i posti destinati alla rielezione automatica era previsto uno spareggio.
Note:
Il Dumbarton e il St. Mirren furono rieletti per la stagione successiva.